# Рудольф Вурмбранд
Рудольф Вурмбранд (* ? м. Зайберсдорф, Австрія — † після 1938 ?) — австро-угорський та український військовий діяч, отаман УГА.

## Життєпис
Народився у місті Зайберсдорф (Нижня Австрія). За національністю австрієць.
Під час Першої світової війни служив у 41-му піхотному полку австро-угорської армії, який розташовувався у Чернівцях.
З 13 лютого 1919 служить в УГА, начальник штабу Першого корпусу УГА. Працював в листопаді 1919 у комісії на суді над генералом Мироном Тарнавським та полковником Альфредом Шаманеком.
Після війни повернувся до Австрії та працював на державній службі. Був членом правої організації «Гаймвер», яка підтримувала канцлера Дольфуса. 24 липня 1934 Вурмбранд отримав інформацію про підготовку нацистського путчу і попередив про це поліцію.
Доля після 1938 року невідома.